# NGC 4043
NGC 4043 (również PGC 38010 lub UGC 7015) – galaktyka soczewkowata (S0), znajdująca się w gwiazdozbiorze Panny. Odkrył ją John Herschel 9 kwietnia 1828 roku. Jest to galaktyka z aktywnym jądrem typu LINER.